# 雪割花
《雪割花》是1998年11月26日由索尼電腦娛樂發售的PlayStation遊戲軟體，為YARUDORA（やるドラ）系列的第4款作品。動畫製作是Production I.G。2005年7月28日在PSP上發售了重製版。

## 作品概要
描寫春夏秋冬的YARUDORA系列的「冬」。象徵花為雪割草Hepatica nobilis。與另外三個作品的動畫觸感呈強烈對比，人物設定相當獨特的關係，有許多玩家敬而遠之。
另外，遊戲途中常常因為些小事情使得女主角記憶復甦，變成悲慘的結局（bad end）；悲慘結局的頻率是YARUDORA系列中第一名，是PS上唯一沒有普通結局的作品。

## 劇情大綱
時間正值冬季，住在北國一間廉價公寓的主角，愛上了住在隔壁房間的女性櫻木花織。有天晚上主角目睹花織和男人抱在一起。某天警察來到失意的男主角住處，告知說花織喪失了記憶，目前人在醫院裡。為了因男友去世而封印記憶的女主角，主角決定要成為花織的男友。

## 登場人物
主角 （配音：檜山修之）
20歲。就讀道南大学的学生。在大學附近的公寓獨自一人居住。（主角的聲音可以關掉）
櫻木花織（さくらぎ かおり） （配音：日高法子）
住在主角隔壁的OL。年幼時與父母離異，由祖母帶大。但是祖母也在花織念短期大學時過世。性格上有點愛夢想，容易情緒激動，也有些比較幼稚的地方。
伊達昂（だて たかし）
花織的恋人。兩人在3年前認識。不過在美國邁阿密出差時因事故死亡。
小林勇一（こばやし ゆういち） （配音：堀内賢雄）
小林美雪（こばやし みゆき） （配音：淵崎有里子）
相川教授（あいかわきょうじゅ） （配音：飯塚昭三）

## 主要工作人員
- 制作人及总监修：东乡光宏
- 动画监督、演出：西久保瑞穗
- 劇本：关岛真赖
- 人物设定：荒川真嗣
- 主題歌「GHOST DANCE」
  - 歌：Yu-Kalie，作词及作曲：岩村缘，编曲：上村佳弘、今井了介